# 里拉克滕特島

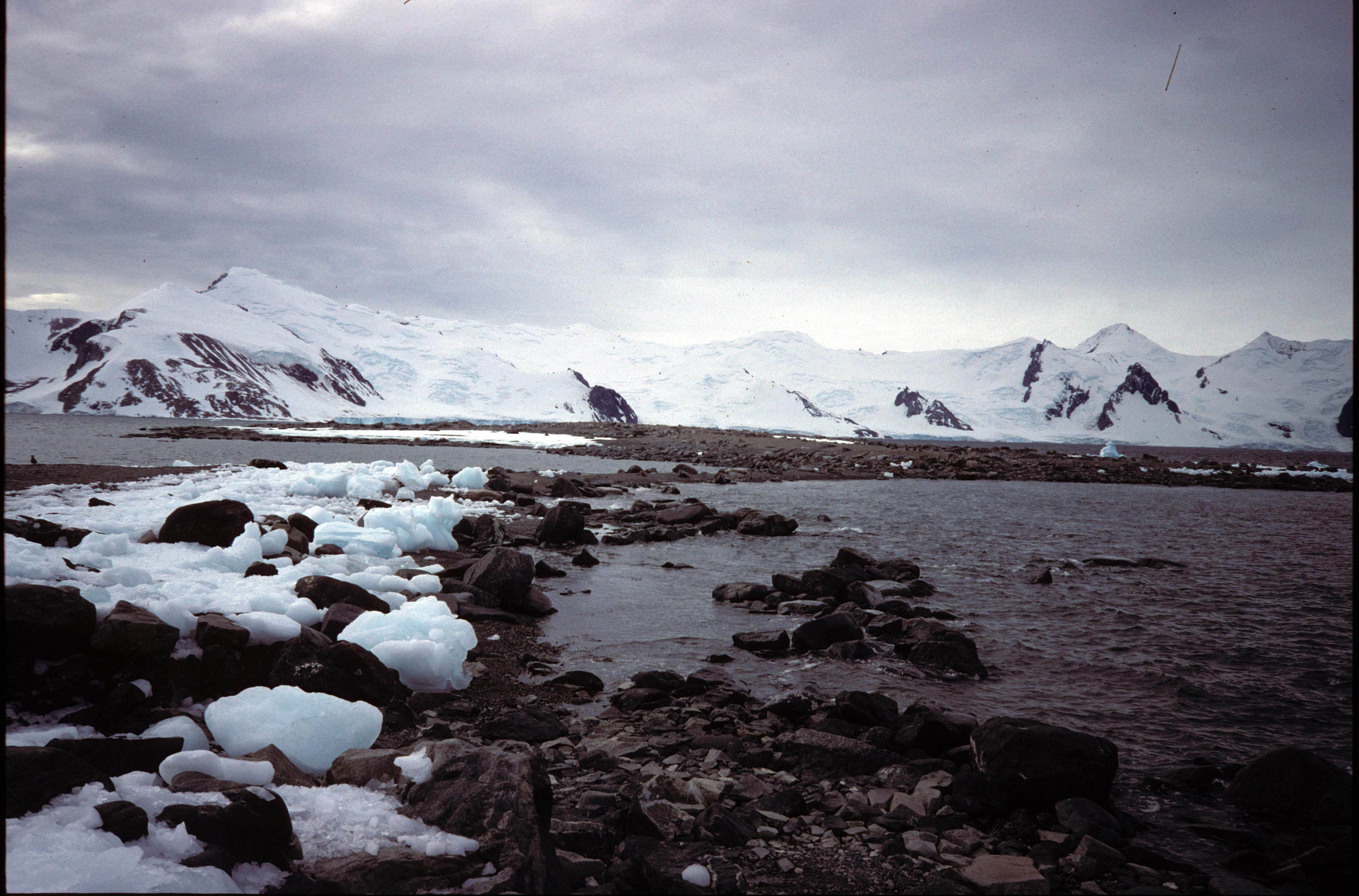

67°50′S 67°5′W / 67.833°S 67.083°W
里拉克滕特島（英語：Reluctant Island），是南極洲的島嶼，位於葛拉漢地的法利埃海岸，處於馬蹄島東部，根據英國研究隊繪入地圖，現時由南極條約體系管理。